# Col de la Vanoise

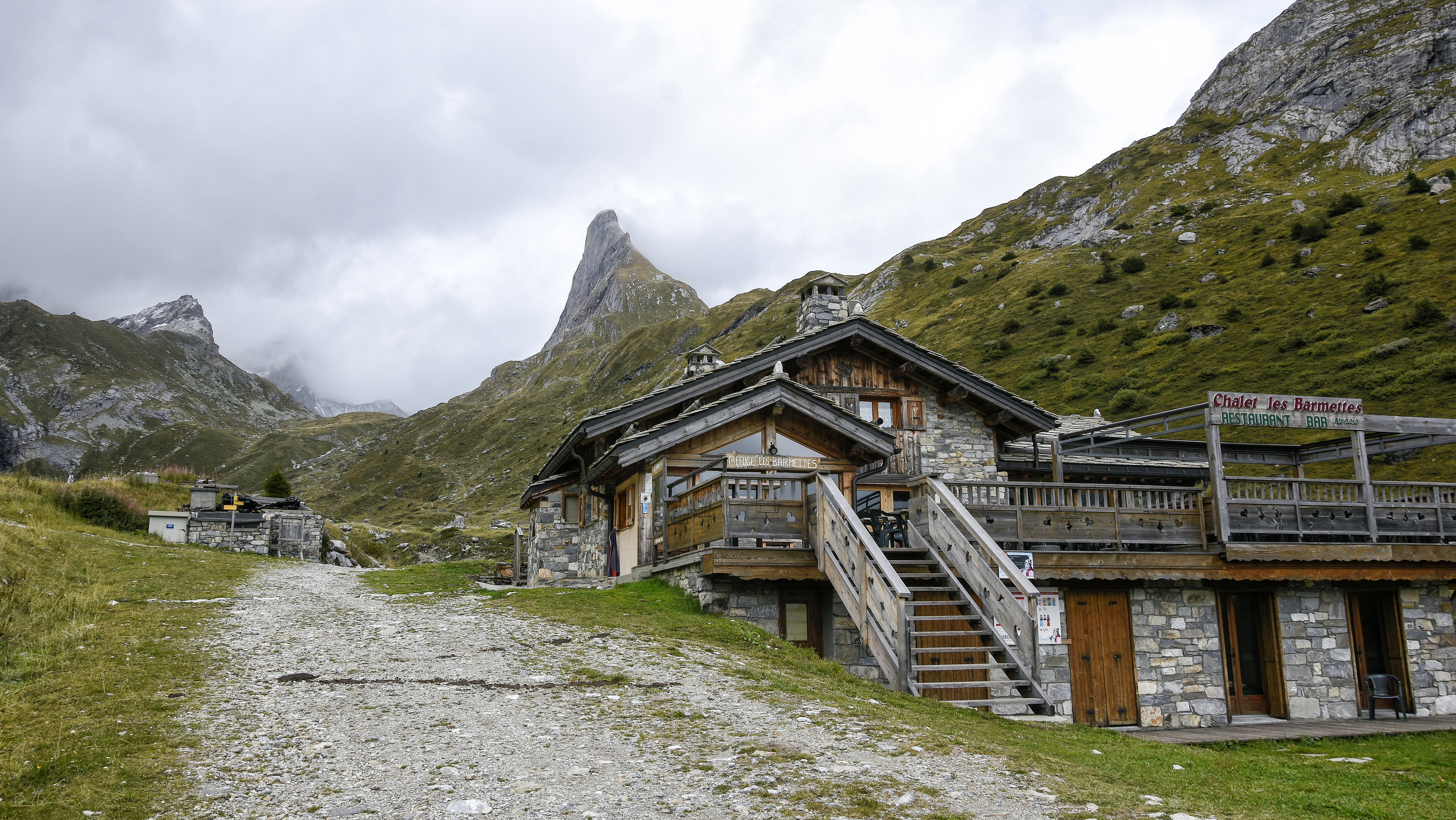
De Refuge Les Barmettes (2010 m) en de Aiguille de la Vanoise (centraal - 2796 m) langs de col de la Vanoise

De Col de la Vanoise is een bergpas in het Franse Nationaal park Vanoise. Het is een populaire bestemming voor wandelaars en ligt in de buurt van Pralognan-la-Vanoise. Het hoogste punt van de pas ligt op een hoogte van 2522 m.

## Geschiedenis
Deze bergpas werd al gebruikt tijdens de bronstijd, 1000 jaar v.Chr. als verbindingsweg tussen Hoog Maurienne en Tarentaise. Ook de Romeinen maakten gebruik van dit pad tot ze de Kleine Sint-Bernhardpas verkozen om Rome met Lyon te verbinden. Deze laatste was veiliger na de invallen van de barbaren. Tijdens de 8e eeuw werd de bergpas weer vaker gebruikt als verbinding tussen de hoofdsteden van hertogdom Savoie, Chambéry en Turijn.
Kaas en zout waren goederen die het meest werden verhandeld. Daarnaast waren het rijst, maïs, granen, specerijen maar ook stoffen uit Venetië en Genua die het pad kruisten met honing, koeien uit Tarentaise en gelooide huiden die bestemd waren voor de markten van Piëmont. De bergpas kende zijn hoogtepunt in de 18e en 19e eeuw maar de handel kwam tot stilstand toen het zout niet meer verkocht geraakte en wegen werden aangelegd in de dalen.
De handel in zout, vroeger het enige bewaarmiddel, was streng gereglementeerd. Het hertogdom Savoie verkocht zout uit de zoutmijnen van Moûtiers en voerde er in uit Aigues-Mortes en Genua om het product te verkopen in Zwitserland en als smokkelwaar in Frankrijk. Toen Savoie in 1860 een deel van Frankrijk werd, sloten de zoutmijnen.
Kaas, en in het bijzonder die van de alpenweiden in Beaufort waren essentieel voor de voeding van soldaten en zeelieden. Lastdieren brachten ze over de pas waar groothandelaars ze verder verhandelden. De Beaufort werd ook verkocht aan Piëmont en de Dauphiné.

### Moeilijke tijden
Tijdens de kleine IJstijd (1550-1850) was de pas haast ontoegankelijk tijdens de winterperiode. Wie het toch probeerde, ook tijdens storm of onweer, werd geholpen door houten palen die langs het traject stonden en waarvan resten nog zichtbaar zijn. Een hoorn, gemaakt van een dierenhoorn, aangeblazen door een windmolen, gaf tot 1950 geluidsignalen (corne des Barmettes). Zelfs in de zomer moest men zich een weg banen over de gletsjer die zich vanaf de Grande Casse uitstrekte tot over de lac des Vaches. Deze gletsjer verdween pas op het einde van de 19e eeuw.
Vanaf 1850 werden de toppen rond de col beklommen, onder meer door gidsen afkomstig uit Pralognan. William Mathews was de eerste die de Grande Casse beklom (1860) met de hulp van Michel Croz uit Chamonix en de gebroeders Favre uit Pralognan. In 1900 bedwong Henri Mettrier de laatste berg in het massief, de Aiguille de l'Epéna.

### Moderne tijden
Uiteraard kan de col bewandeld vanaf Pralognan (1450 m) maar een parking voor auto's in het gehucht Les Fontanettes (1640 m) verkort de tocht. En alhoewel het park de bedoeling heeft om de streek te beschermen tegen de nadelen van het moderne toerisme, zijn er skiliften die skiërs en wandelaars vanaf de parking naar de refuge des Barmettes (2010 m) brengen. Vandaar duurt de tocht naar Lac des Vaches (2318 m) één en naar de Refuge col de la Vanoise twee uur. Veel moeilijker maar spectaculair is de tocht vanaf de top van de Mont Bochor naar de berghut.

## Galerij

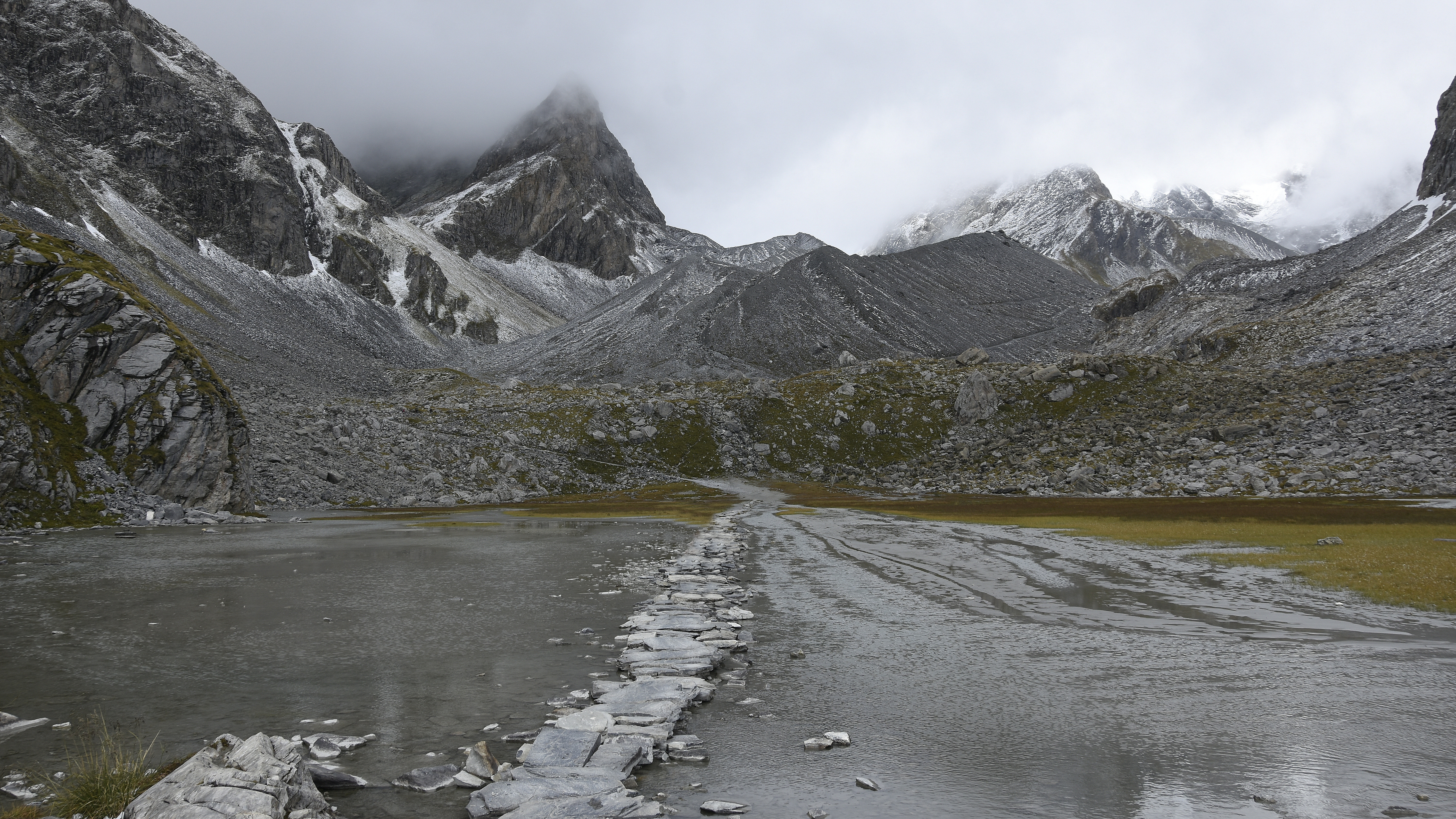
Lac des Vaches (2318 m)
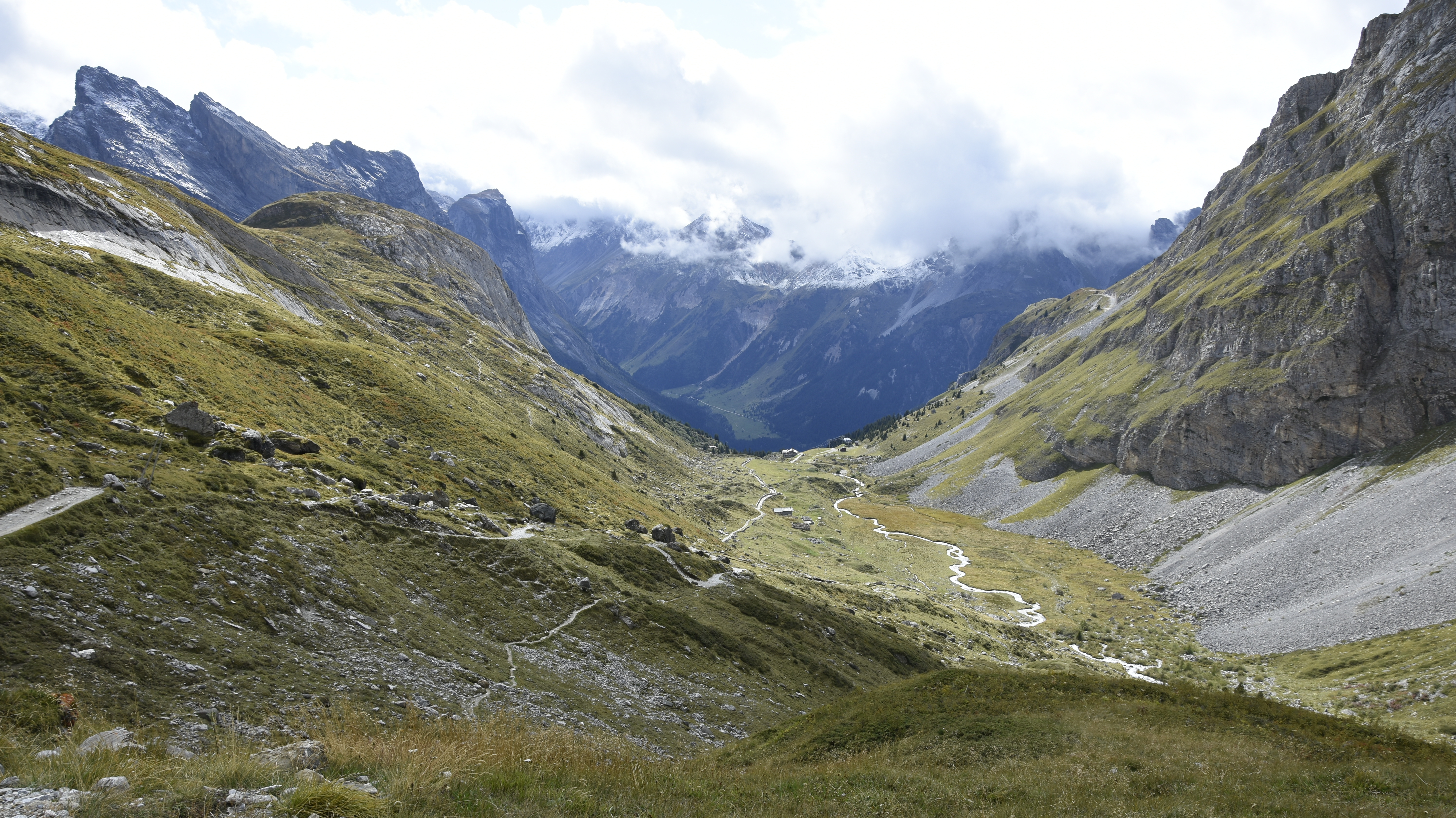
Tussen Lac des Vaches en Les Chalets de la Glière
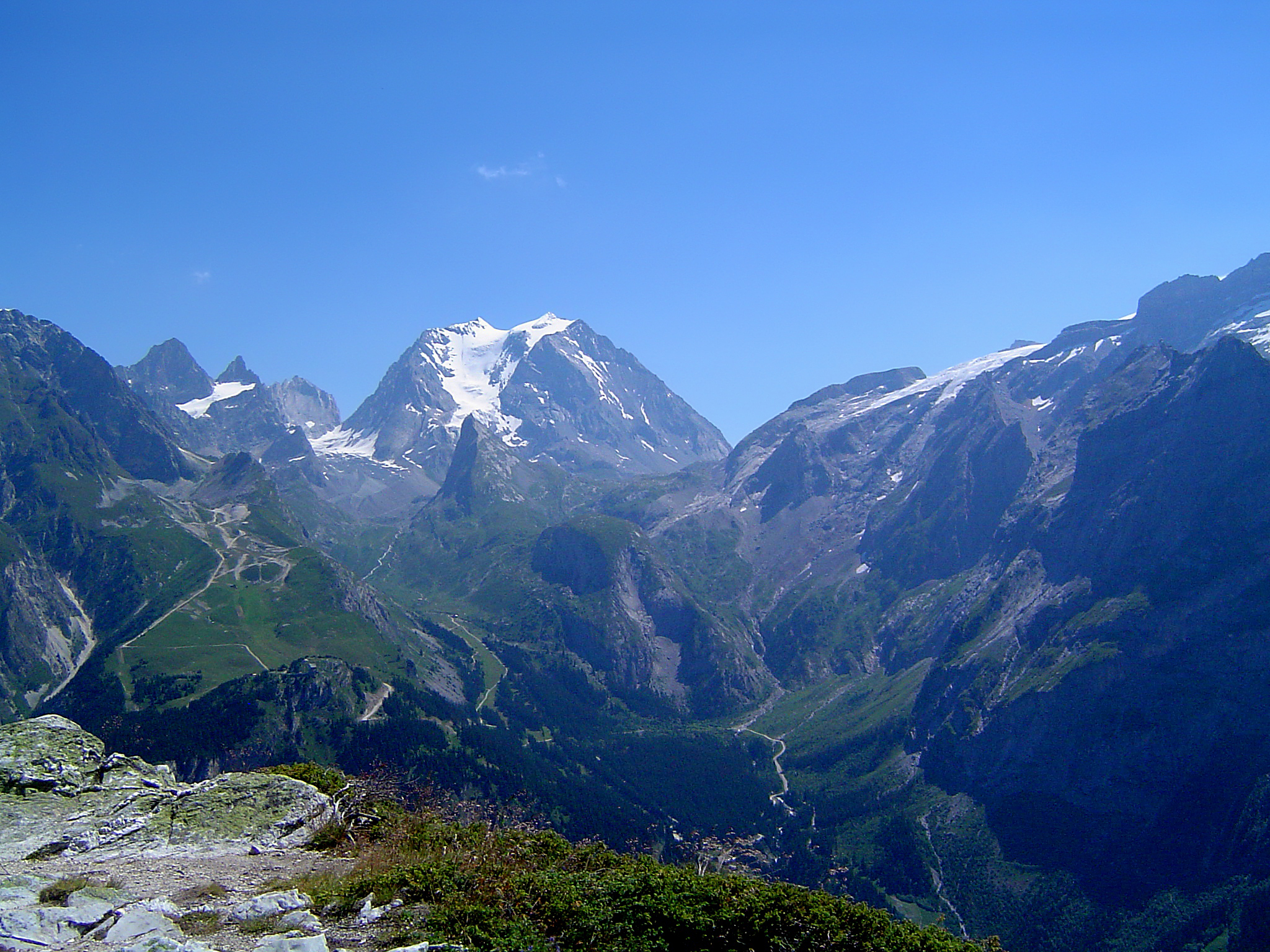
Pralognan op de voorgrond met achteraan de Grande Casse en de Aiguille de la Vanoise
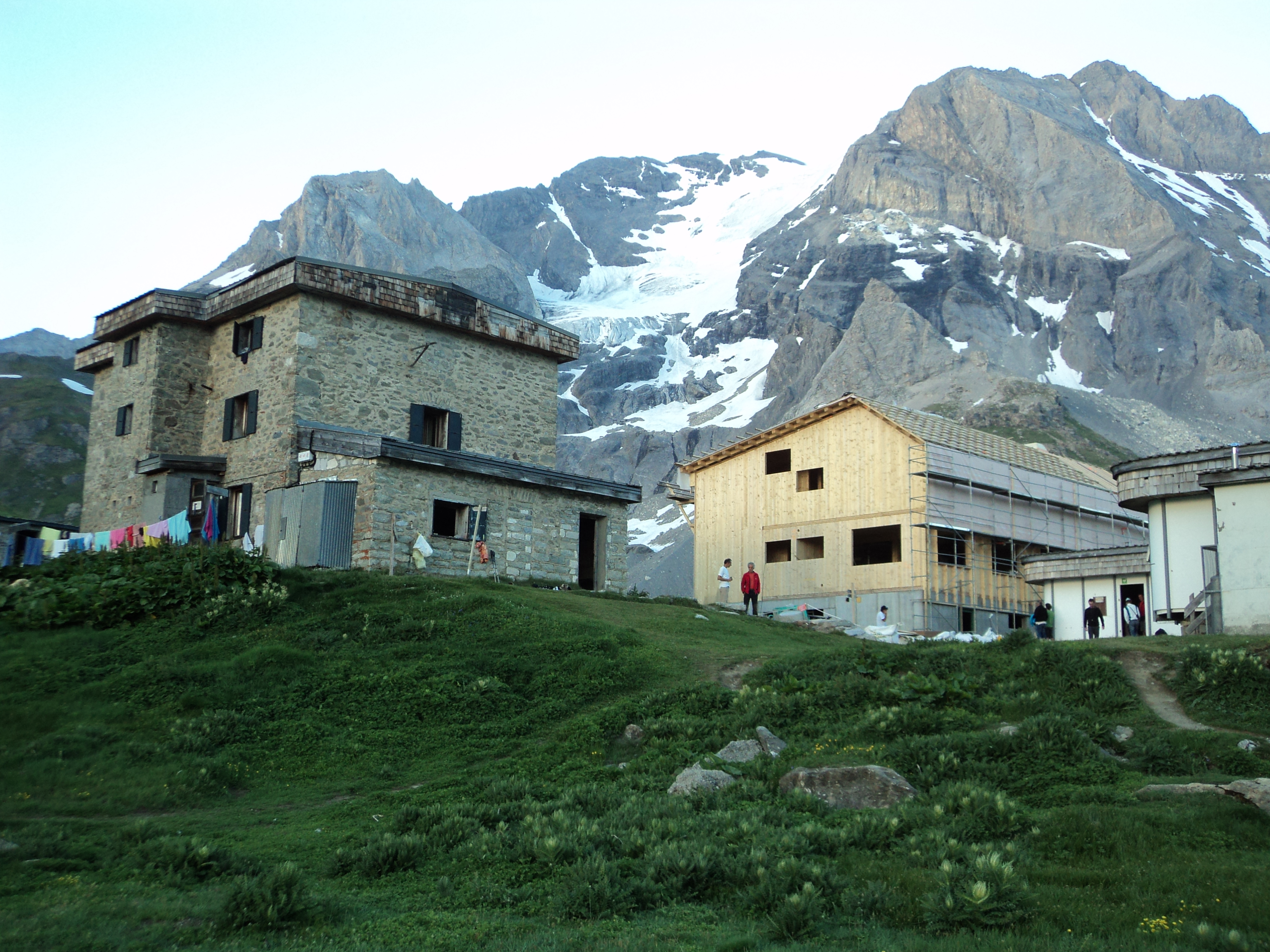
Refuge col de la Vanoise

>